# Lancelot Goyon de Matignon
Lancelot Goyon de Matignon, mort le 1er janvier 1588, est un prélat français du XVIe siècle. Il est le fils de Jacques de Matignon, maréchal de France, et de Françoise de Daillon du Lude.

## Biographie
À la mort de l'évêque Arthur de Cossé-Brissac, Henri III donne à Jacques de Matignon la provision du diocèse de Coutances et lui en pourvoit son fils Lancelot de Matignon[pas clair], 1er abbé commendataire de Notre-Dame du Vœu, à Cherbourg, nommé en 1583 par Henri III. Lancelot meurt en pèlerinage à Rome, avant d'être sacré.